# Sunshine Records (Australië)
Sunshine Records was een Australisch platenlabel, dat in de tweede helft van de jaren zestig popmuziek uitbracht. 
Het werd eind 1964 opgericht door onder meer Ivan Dayman en muzikant Pat Aulton. De Sunshine-onderneming van Dayman zou in de volgende jaren twee platenlabels omvatten, een concertpromotieorganisatie, een boekingsagentschap, artiestenmanagement en verschillende andere zaken, zoals een ballroom in Brisbane. Hij was de eerste zakenman in Australië die een dergelijke alomvattende popmuziekonderneming had. 
Sunshine Records bracht van 1964 tot 1971 meer dan honderd singles, dertig ep's en twaalf lp's uit. De eerste single kwam uit in oktober 1964, "Jay Walker" van The Blue Jays. Deze groep werd later gepaard aan zanger Tony Worsley, een zet die Sunshine Records tot een belangrijk label in het land maakte. Het grootste succes had het label met zanger Normie Rowe, die in de periode 1965-1968 de populairste zanger van het land was. Zijn op Sunshine uitgekomen hit "Que Sera, Sera"/"Shakin' All Over" is nog steeds een van de meest verkochte Australische singles aller tijden. Andere artiesten op het label waren The Pacifics, Peter Doyle (later o.m. The New Seekers), The Virgil Brothers, The Purple Hearts, Toni McCann en de surfband The Atlantics. In de hoogtijdagen had het label ook een zusterlabel, Kommotion Records. 
Eind 1966 kwam Sunshine Records in financiële problemen. Begin 1967 werd Kommotion opgedoekt en later dat jaar werd Sunshine overgenomen door zijn distributeur Festival Records, dat Sunshine als een sublabel handhaafde. Het werd echter niets meer met Sunshine en in 1971 kwamen de laatste singles uit.